# Krister Segerberg
Krister Segerberg, född 26 april 1936, död 23 januari 2025 i Stockholm, var en  svensk professor i teoretisk filosofi vid Uppsala universitet.

## Publikationer (urval)
Publikationer i urval, nämnda på Krister Segerbergs webbsida på Uppsala Universitet.
- A model existence theorem in infinitary modal propositional logic." Journal of philosophical logic, vol. 23 (1994), pp. 337-367.
- A festival of facts." Logic and logical philosophy, vol. 2 (1994), pp. 9-22.
- "Conditional action." In Conditionals: from philosophy to computer science, edited by G. Crocco, L. Fariñas and A. Herzig, pp. 241-265. Studies in logic and computation, vol. 5. Oxford: Clarendon Press, 1995.
- "To do and not to do." In Logic and reality: Essays on the legacy of Arthur Prior, edited by B. J. Copeland, pp. 301-313. Oxford: Clarendon Press, 1996.
- "Irrevocable belief revision in dynamic doxastic logic." Notre Dame journal of formal logic, vol. 39 (1998), pp. 287-306.
- "Default logic as dynamic doxastic logic." Erkenntnis, vol. 50 (1999), pp. 333-352.
- "Results, consequences, intentions." In Actions, norms, values: discussion with Georg Henrik von Wright, edited by Georg Meggle, pp. 147-157. Berlin & New York: Walter de Gruyer, 1999.